# ひるうたマガジン
『ひるうたマガジン』は中国放送（RCCラジオ）で2020年4月3日から2024年3月29日まで放送されたラジオの音楽番組。別名・「おひるーなフライデー」。

## 概要
平日12時00分から14時55分まで放送されている『おひるーな』（金曜日）と金曜15時00分から16時55分まで放送されてきた『週刊 田中宏』の放送枠を統合し、新しく金曜日の昼から夕方にかけてのラジオの音楽番組として放送開始するもので、この番組では、ラジオパーソナリティのおだしずえと漫画家の田中宏がペアを組み、音楽を放送するとともに、広島東洋カープやサンフレッチェ広島のことからこの1週間のニュースを題材に、広島ことばを交えてトークを繰り広げるもの。

## 放送時間
- 毎週金曜 11:40 - 16:55（2020年4月3日 - 2021年3月26日）
- 毎週金曜 11:40 - 16:50（2021年4月2日 - ）

## パーソナリティ
- おだしずえ
- 田中宏

※2020年7月10日は大雨の影響でおだと田中が出演せず、道盛浩（本番組のプロデューサーも担当）・田村友里が代行した。
※2021年7月23日・30日はおだが入院のため、23日は元RCCアナウンサーの岡佳奈、30日はRCCアナウンサーの伊藤文が代行した。
※2022年5月13日は、田中が新型コロナウイルスの濃厚接触者となったため、自宅からのリモートで出演し、スタジオはおだと道盛が出演した。

## 主なコーナー
（各コーナーの提供は2020年7月現在）
月 - 木曜は、「おひるーな」と同じ時間帯
- オープニング（11時40分)

パーソナリティの挨拶の後、最初の1曲目からスタート。1曲目終了後に再びパーソナリティの挨拶を行う。
- 軽マーケット 新沢亮二の釣りラジオ（11時55分）

内包番組。
- RCC NEWS（12時00分）

おだしずえがニュース読み担当となる。
夏休み期間中は、おひるーな夏休みこども天気予報のため12時のニュースコーナーは休止となる。
- スポーツ伝説（12時16分頃、提供:創価学会）

内包番組。
- おひるーな話 漫画家・田中宏のお耳汚し直し映画音楽コーナー（12時23分頃）

12時40分頃からは、2022年12月までは、「氷川きよし 限界突破RADIO」を、2023年1月から2023年3月までは、「ビューティフル・メロディーズ」を放送していた。
- 交通情報（12時50分、13時50分、14時40分、15時50分、16時40分）

交通情報は日本道路交通情報センターの広島センターから職員が読み上げる。時間がある場合は終了後からニュースまでフリートークとふつおた紹介に充てる。
- 中国新聞ニュース（12時55分、13時55分、14時55分、15時55分）

14時55分の部は、ニュースコーナーが休止の場合、代替番組は「唐澤恋花のREN'S CHOICE」（フィラー番組）となる。
- 13時台オープニング（フリートークとふつおた紹介）

時報明けの15秒はCM、ジングルが入った後にスタートする。
フリートークやふつおたの紹介を5〜10分ほど行った後で曲を紹介。
- おひルーム（13時10分）

毎回ゲストを招くトークコーナー。
- 広島ラジオカー中継・（13時30分、15時30分）

RCCラジオカーのレポーターが県内の店舗や企業から中継する。

13時台は、
2021年3月までは、トヨタ街角ステーション『走れラジオカー』
2022年4月から2022年3月までは、日本を元気に!あなたの街のささえびと
として、ニッポン放送が制作する企画ネット番組であった。
- ジャパネットたかたラジオショッピング（13時45分）
- おひトレ（14時00分）

時報明けの15秒はCMが入った後にスタートする。体力トレーニングを1分間を鍛える。
おひトレ終了後には、フリートークやふつおたの紹介を5〜10分ほど行った後で曲を紹介。
- ひるマガ イントロクイズ タイムマシン!（14時10分）

　リスナーと電話を繋ぎ、イントロクイズの前に、得意な年代を選択し、全5問のクイズに回答し、正解した問題数に応じて、イントロが流れる秒数が決まる。

- 交通情報、天気予報（14時40分、提供:広島三菱自動車販売）

交通情報は日本道路交通情報センターの広島センターから職員が、天気予報はスタジオに設置されたモニターに映る各地のお天気カメラの状況をRCCウェザーセンター所属の気象予報士・岸真弓や乙藤亮平らに詳しい情報を聞く。
- 14時台エンディング（14時50分）

曲終了後から第1部終わるまでフリートークとふつおた紹介に充てる。番組では、「おひるーな」と同じく14時55分までで一旦終了扱いされる。
- 15時台オープニング（15時00分）

時報、ジングルが入った後にスタートする。フリートークやふつおたや15時台・16時台のコーナーをラインナップ紹介に充て、5分ほど行った後で曲を紹介。第2部としてのスタート扱い。
- 田中宏のお耳汚し漫画道場（15時10分）
- しずえのマイ音楽史（15時20分）

- オトなマガジン（16時00分）

時報明けの15秒はジングル、40秒CMが入った後にスタートする。
時々、「ひるマガ イントロクイズ タイムマシン!」パート2などを放送する場合、オトなマガジンは休止となる。
- CARP BOY SHOW（16時20分）

広島東洋カープの最新情報を、田中宏の熱弁で送る。なお、このコーナー開始当初はRCCに保管されているアーカイブ音源から、カープの試合の中から名場面や珍場面を送った。
時々、RCCアナウンサー・石田充を呼び、選手の近況や独自のデータを解説・披露する。
- 宏の終わるまでに一曲（16時30分）
- 天気予報（16時42分）

RCCウェザーセンター所属の気象予報士・岸真弓らが再び登場し、14時42分の部として同じ内容である。
- エンディング（16時44分）

天気予報終了後は、RCCの気象予報士が合流し、パーソナリティとRCCウェザーセンター所属の気象予報士がフリートークを行い、トークを締めて、最後に昭和のアニソンを放送する。
- 番組終了（16時49分）